# Lancer du marteau masculin aux championnats du monde d'athlétisme 2017
Pour un article plus général, voir Championnats du monde d'athlétisme 2017.
Navigation
Pékin 2015 Doha 2019
L'épreuve du lancer du marteau masculin des championnats du monde de 2017 se déroule les 9 et 11 août 2017 dans le Stade olympique de Londres, au Royaume-Uni. Elle est remportée par le Polonais Paweł Fajdek.

## Critères de qualification
Pour se qualifier pour les championnats, il faut avoir réalisé 76,00 m ou plus entre le 1er octobre 2016 et le 23 juillet 2017.

## Médaillés
| Or           | Argent          | Bronze           |
| Paweł Fajdek | Valeriy Pronkin | Wojciech Nowicki |

## Résultats

### Finale
| Rang               | Athlète           | Pays                       | Essais | Essais | Essais | Essais | Essais | Essais | Marque | Notes |
| Rang               | Athlète           | Pays                       | 1      | 2      | 3      | 4      | 5      | 6      | Marque | Notes |
| ------------------ | ----------------- | -------------------------- | ------ | ------ | ------ | ------ | ------ | ------ | ------ | ----- |
| Médaille d'or      | Paweł Fajdek      | Pologne                    | x      | 77,09  | 79,73  | 79,81  | 79,40  | x      | 79,81  |       |
| Médaille d'argent  | Valeriy Pronkin   | Athlètes neutres autorisés | 77,00  | 77,20  | 75,71  | 76,25  | 77,98  | 78,16  | 78,16  |       |
| Médaille de bronze | Wojciech Nowicki  | Pologne                    | 76,36  | 76,54  | 78,03  | 76,19  | x      | x      | 78,03  |       |
| 4                  | Quentin Bigot     | France                     | 77,05  | 76,26  | 77,46  | 77,67  | x      | 76,87  | 77,67  |       |
| 5                  | Aleksei Sokirskiy | Athlètes neutres autorisés | 76,22  | 77,50  | 77,15  | x      | x      | x      | 77,50  | SB    |
| 6                  | Nick Miller       | Royaume-Uni                | x      | 75,78  | 77,31  | x      | 76,16  | x      | 77,31  |       |
| 7                  | Dilshod Nazarov   | Tadjikistan                | 76,33  | 77,22  | 75,36  | 76,01  | 77,14  | 74,91  | 77,22  |       |
| 8                  | Serghei Marghiev  | Moldavie                   | 75,40  | 75,87  | 75,80  | 75,85  | 74,57  | x      | 75,87  |       |
| 9                  | Pavel Bareisha    | Biélorussie                | 74,35  | 75,86  | x      |        |        |        | 75,86  |       |
| 10                 | Marco Lingua      | Italie                     | 69,64  | 75,13  | x      |        |        |        | 75,13  |       |
| 11                 | Bence Halász      | Hongrie                    | 70,89  | x      | 74,45  |        |        |        | 74,45  |       |
| 12                 | Özkan Baltacı     | Turquie                    | 73,17  | 72,90  | 74,39  |        |        |        | 74,39  |       |

### Qualifications
| Rang | Groupe | Nom                    | Nationalité                | Essais | Essais | Essais | Marque | Notes |
| Rang | Groupe | Nom                    | Nationalité                | 1      | 2      | 3      | Marque | Notes |
| ---- | ------ | ---------------------- | -------------------------- | ------ | ------ | ------ | ------ | ----- |
| 1    | B      | Wojciech Nowicki       | Pologne                    | 76,85  |        |        | 76,85  | Q     |
| 2    | A      | Paweł Fajdek           | Pologne                    | 71,43  | 76,82  |        | 76,82  | Q     |
| 3    | A      | Quentin Bigot          | France                     | 76,11  |        |        | 76,11  | Q     |
| 4    | A      | Pavel Bareisha         | Biélorussie                | x      | 74,07  | 75,98  | 75,98  | Q     |
| 5    | A      | Bence Halász           | Hongrie                    | 75,56  |        |        | 75,56  | Q     |
| 6    | A      | Dilshod Nazarov        | Tadjikistan                | x      | 75,54  |        | 75,54  | Q     |
| 7    | A      | Nick Miller            | Royaume-Uni                | 75,52  |        |        | 75,52  | Q     |
| 8    | A      | Aleksei Sokirskiy      | Athlètes neutres autorisés | 75,50  |        |        | 75,50  | Q     |
| 9    | B      | Serghei Marghiev       | Moldavie                   | 75,18  | 73,41  | 74,96  | 75,18  | q     |
| 10   | B      | Valeriy Pronkin        | Athlètes neutres autorisés | 74,11  | 73,75  | 75,09  | 75,09  | q     |
| 11   | A      | Özkan Baltacı          | Turquie                    | 74,69  | 74,16  | 74,46  | 74,69  | q     |
| 12   | A      | Marco Lingua           | Italie                     | 74,41  | x      | x      | 74,41  | q     |
| 13   | B      | Marcel Lomnický        | Slovaquie                  | 74,26  | 73,35  | x      | 74,26  |       |
| 14   | B      | Krisztián Pars         | Hongrie                    | 74,08  | x      | 73,36  | 74,08  |       |
| 15   | A      | David Söderberg        | Finlande                   | 73,76  | x      | x      | 73,76  |       |
| 16   | B      | Eşref Apak             | Turquie                    | 73,55  | x      | x      | 73,55  |       |
| 17   | A      | Sergey Litvinov        | Athlètes neutres autorisés | 73,32  | 73,48  | 73,36  | 73,48  |       |
| 18   | B      | Zakhar Makhrosenka     | Biélorussie                | x      | 72,58  | x      | 72,58  |       |
| 19   | A      | Allan Wolski           | Brésil                     | x      | x      | 72,51  | 72,51  |       |
| 20   | B      | Alex Young             | États-Unis                 | x      | 72,07  | 70,93  | 72,07  |       |
| 21   | B      | Chris Bennett          | Royaume-Uni                | x      | 72,05  | 69,12  | 72,05  |       |
| 22   | B      | Siarhei Kalamoyets     | Biélorussie                | 71,90  | 68,97  | x      | 71,90  |       |
| 23   | B      | Ashraf Amgad Elseify   | Qatar                      | 71,87  | x      | 71,00  | 71,87  |       |
| 24   | B      | Wagner Domingos        | Brésil                     | x      | 69,59  | 71,69  | 71,69  |       |
| 25   | A      | Serhii Reheda          | Ukraine                    | 70,03  | 71,10  | 71,53  | 71,53  |       |
| 26   | B      | Diego del Real         | Mexique                    | 68,10  | 70,72  | 71,29  | 71,29  |       |
| 27   | A      | Hilmar Örn Jónsson     | Islande                    | 71,12  | x      | x      | 71,12  |       |
| 28   | B      | Mihail Anastasakis     | Grèce                      | 70,94  | 70,93  | 69,95  | 70,94  |       |
| 29   | A      | Mohamed Mahmoud Hassan | Égypte                     | x      | x      | 69,92  | 69,92  |       |
| 30   | B      | Simone Falloni         | Italie                     | x      | 69,90  | x      | 69,90  |       |
| 31   | A      | Rudy Winkler           | États-Unis                 | 68,77  | x      | 68,88  | 68,88  |       |
| 32   | B      | Kibwé Johnson          | États-Unis                 | 68,86  | x      | 68,81  | 68,86  |       |

## Légende
Records et Performances
- AR : Record continental (area record)
- CR : Record des championnats (championship record)
- MR : Record du meeting (meet record)
- NR : Record national (national record)
- OR : Record olympique (olympic record)
- PR : Record paralympique (paralympic record)
- PB : Record personnel (personal best)
- SB : Meilleure performance personnelle de la saison (season's best)
- WL : Meilleure performance mondiale de l'année (world leader)
- WJR : Record du monde junior (world junior record)
- WR : Record du monde (world record)

Circonstances et Conditions
- DNF : N'a pas terminé (did not finish)
- DNS : N'a pas pris le départ (did not start)
- DQ : Disqualification (disqualification)
- NM : Aucun essai valable enregistré (No Mark)
- Q : Qualifié « directement » au prochain tour (ou à la prochaine compétition), lors d'une compétition majeure, grâce au classement ou à la réalisation des minima (automatic qualifier)
- q : Qualifié au prochain tour (ou à la prochaine compétition), lors d'une compétition majeure, grâce au repêchage ou à la réalisation de l'une des meilleures performances parmi celles des « non qualifiés directement » (grâce au meilleur temps ou à la meilleure distance par exemple) (secondary qualifier)